# Boston.com
Boston.com est un site web régional proposant des actualités et informations sur la région de Boston, dans le Massachusetts, aux États-Unis. Il est détenu et exploité par Boston Globe Media Partners, éditeur du Boston Globe.

## Histoire
Boston.com est l'un des premiers sites web d'information du web public, lancé fin octobre 1995 par Boston Globe Electronic Publishing Inc. Le nom de domaine est acheté à la chaîne de cafés Au bon pain de la région de Boston en échange de publicités imprimées pour des organisations caritatives choisies par le PDG d'Au bon pain. Depuis sa création, Boston.com a couvert un large éventail de sujets intéressant les habitants de la région. Il est le principal site web du Boston Globe jusqu'en septembre 2011, date à laquelle le Globe lance un site web accessible uniquement par abonnement. Boston.com reste gratuit, afin de fournir « une couverture sportive quotidienne complète, des nouvelles de dernière minute, des articles en ligne et des informations sur le mode de vie ».
Le site dispose également d'une application mobile pour iPhone et Android, qui permet aux lecteurs de consulter les articles présentés sur le site web,

## Relation avec leBoston Globe
Le 12 septembre 2011, le Boston Globe lance un site distinct, Bostonglobe.com, qui place la plupart des contenus de sa salle de rédaction derrière un paywall. Depuis lors, Boston.com est une entité distincte et autonome qui fournit une couverture de l'actualité locale, des sports, de la météo et des loisirs sur une plateforme gratuite et financée par la publicité. Les deux médias partagent des bureaux au 1 Exchange Place, dans le centre de Boston.